# Robiquetia cerina
Robiquetia cerina es una especie de orquídea. Es originaria de Asia.

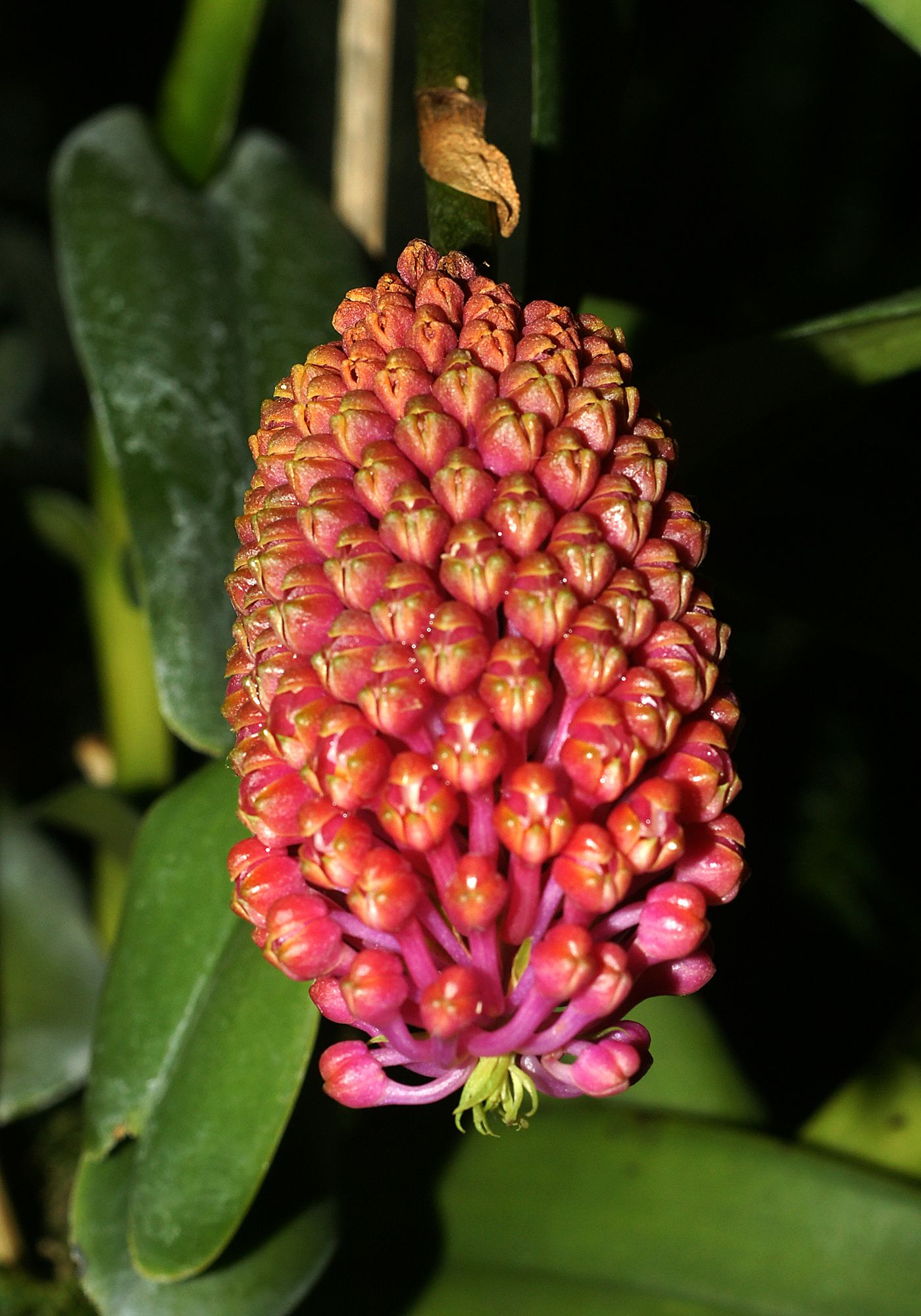
Inflorescencia

## Descripción
Es una planta de tamaño mediano, que prefiere el clima cálido, de hábitos epifitas creciendo con bastantes tallos amplioos, fuertemente comprimidos, que llevan varias hojas, coriáceas perpendicular al tallo, las hojas basales envolventes. Florece en el otoño y el invierno en una inflorescencia racemosa, cónica, colgante,de 6 a 10 cm de largo, floreciendo sucesivamente con un tercio de las flores abiertas en cualquiera tiempo.

## Distribución y hábitat
Se encuentra en Papúa Nueva Guinea y Filipinas como epifita en elevaciones de más de 350 metros donde aparecen en los troncos de los árboles. 

## Taxonomía
Robiquetia brachystachys fue descrita por (Rchb.f.) Garay y publicado en Botanical Museum Leaflets 23(4): 196. 1972.
Etimología
Robiquetia, (abreviado Rbq.): nombre genérico que fue otorgado en honor del químico francés, que aisló la cafeína y la codeína, Jean Pierre Robiquet ( 1780 - 1840 ), que tenía el nombre latinizado de Ionannes Robiquetius Petrus.
cerina: epíteto latino que significa "como de cera".
Sinonimia
- Saccolabium cerinum Rchb.f. (basónimo)
- Malleola merrillii Ames
- Robiquetia merrillii (Ames) Ames[4][5]